# فرودگاه ناهانی بوت
فرودگاه ناهانی بوت (به انگلیسی: Nahanni Butte Airport) یک فرودگاه همگانی است که یک باند فرود شن و خاک دارد و طول باند آن ۷۷۸ متر است. این فرودگاه در کشور کانادا قرار دارد و در ارتفاع ۱۸۲ متری از سطح دریا واقع شده‌است.